# Oberpfarrei
Eine Oberpfarrei bildete eine territoriale Einheit innerhalb einer Diözese. Ihre Entwicklung begann im 14. Jahrhundert. Im Bistum Würzburg gab es eine ganze Reihe Pfarreien die eine sogenannte Oberpfarrei darstellten. Bis heute ist das genaue Verhältnis der Oberpfarreien im fränkischen Raum noch zu ungenügend erforscht. 

## Rechtliche Situation
Zur Oberpfarrei wurden ausschließlich Kirchen mit hohen Pfründen erhoben. Meist hatten die Kirchen aus der Zeit des Eigenkirchenwesens ihren Anspruch auf die hohen Dotationen. Als nun im 13. Jahrhundert das Besitzrecht von privaten Adelsleuten in die Hände der zuständigen Bischöfe fiel, stand er vor der Frage, was er mit den zahllosen Einkünften tun soll, da es meist naturale Abgaben waren. Um sich dieser organisatorische Verwaltung zu entledigen, vergab er die Pfarreien an seine Domherren. Als Ordentlicher Pfarrer der durchschnittlich groß angelegten Territorien war ein solcher Domherr nun Inhaber der Pfarrei mit allen Rechten und Pflichten. Um sich von den üblichen „einfachen“ Pfarrern abzuheben, erhielten die begüterten Domherren den Titel Oberpfarrer. Zu einer Oberpfarrei gehörten in der Regel mehrere Ortschaften.

## Entwicklung in den Gemeinden
Da es den Domherren verständlicherweise zu anstrengend war, ständig zwischen eigener Oberpfarrei und Domherrensitz in der Bischofsstadt zu pendeln, setzten die aus adligem Stand stammenden Priester einen Vikar ein, der vor Ort die Seelsorge und die liturgischen Aufgaben wahrnahm. Dieser galt als ständiger Vertreter des Oberpfarrers. Der Oberpfarrer selbst kam nur zu wichtigen Verwaltungsangelegenheiten und besonderen Gottesdiensten in die Oberpfarrei. 
Als eigentlicher Inhaber der Oberpfarrei war er nicht nur oberster geistiger Herr, sondern auch quasi Landesherr aller dazugehörigen Filialorte. Die Oberpfarreien galten als ein für den Bischof unantastbares Gebiet.

## Ende der Oberpfarreien
Mit der Säkularisation zu Beginn des 19. Jahrhunderts wurden alle kirchlichen Institutionen aufgehoben. Die Domherren wurden abgesetzt, somit waren die Oberpfarreien vakant. Der Bischof (der nun nur noch seelsorgliche Belange zu Regeln hatte) setzte nun, wie im Bistum Würzburg beispielsweise (Bischof Georg Karl von Fechenbach), den Pfarrvikar als amtierenden Pfarrer ein. Die Rechte der bisherigen Oberpfarreien fielen an die staatliche Macht. Mit der Errichtung des Königreichs Bayern im Jahre 1806 lautete der offizielle Titel „königliche Oberpfarrei“. Ab Mitte des 19. Jahrhunderts wurde dieser Titel allerdings nicht mehr geführt.

## Ehemalige Oberpfarreien im Bistum Würzburg
- Altbessingen
- Binsfeld
- Gänheim
- Greßthal
- Haßfurt